# 宮城能彦
宮城 能彦（みやぎ よしひこ、1960年 - ）は、日本の社会学者。沖縄大学人文学部こども文化学科教授。専攻は地域社会学。
沖縄県那覇市出身。最終学歴は兵庫教育大学大学院教育学研究科修了。学位は修士（教育学、兵庫教育大学）。
小林よしのり『新ゴーマニズム宣言スペシャル・沖縄論』でエフエム那覇の喜友名智子とともに沖縄の案内役として登場。世界平和統一家庭連合 （統一教会）の機関紙、「世界日報」月刊誌版 Viewpoint『ビューポイント』にも多くの記事を寄稿している。

## 著書・論文・その他の作品
- 『誇りある沖縄へ』(共著) 小学館 2008年
- 『共同店ものがたり』(監修) 株式会社伽楽可楽 2006年
- 「名護市における戦後字公民館の設置と活動」 「名護市における字の組織と運営」

『名護市史 教育』 本編6 2003年
- 「村落と共同店」 『沖縄大学地域研究所所報』29 2003年
- 「都市の中のむら-地域自治会と郷友会」 『建築とまちづくり』297 2002年
- 「那覇市における戦前の社会教育」 「那覇市における戦後初期の社会教育」

那覇市教育委員会編 『那覇市教育史・通史編』 2002年
- 「琉球政府時代の久志村における村落と社会教育」 『沖縄大学人文学部紀要』3 2002年
- 「昭和戦前期における沖縄の部落会に関する研究」 『沖縄大学人文学部紀要』2 2001年
- 「戦前の社会教育」 「戦後初期の社会教育」 那覇市教育委員会編 『那覇市教育史・資料編』 2000年
- 「戸主会議事録に見る地域治会の役割」 『沖縄大学人文学部紀要』2000年
- 「孤島苦の現在 （ 2 ） 架橋と人口移動」 『沖縄女子短期大学紀要』10 1998年
- 「孤島苦の現在 （ 1 ） 」 『沖縄女子短期大学紀要』14 1997年

論文
- 国立情報学研究所収録論文 国立情報学研究所

世界日報
- 宮城能彦の記事

## 批判
- 『誇りある沖縄へ』を巡って、小林よしのりへの苛烈な批判者でもある文芸評論家の山崎行太郎は、宮城を激しく罵倒している（ブログ『山崎行太郎の毒蛇山荘日記』2008年6月22日）。
- 沖縄県出身の芥川賞作家である目取真俊は、『誇りある沖縄へ』への批判の中で「私（目取真）には何の批判もなく、若手研究者をいたぶって溜飲を下げている」（ブログ『海鳴りの島から』2008年7月29日）「県民大会には、実行委員長を務めた仲里県議会議長（当時）や仲井真県知事をはじめ、各種団体代表や渡嘉敷島・座間味島の「集団自決」の生存者など多くの発言者があった。それらの発言者でなく、なぜ高校生たちがことさら注目されるのだろうか」（『海鳴りの島から』2008年8月3日）などと叩き易い相手を取り上げて批判している宮城の姿勢を問うている。